# NGC 4300
NGC 4300 é uma galáxia espiral (Sa) localizada na direcção da constelação de Virgo. Possui uma declinação de +05° 23' 05" e uma ascensão recta de 12 horas, 21 minutos e 41,3 segundos.
A galáxia NGC 4300 foi descoberta em 17 de Abril de 1786 por William Herschel.